# Гиви Киладзе (стадион)
Стадион „Гиви Киладзе“ (на грузински: გივი კილაძის სტადიონი) е многофункционален стадион в град Кутаиси, Грузия.
Разполага с капацитет от 14 700 места и отговаря на повечето от изискванията на УЕФА. Приема домакинските мачове на местния футболен отбор „Торпедо“.